# Clusiodes johnsoni
Clusiodes johnsoni är en tvåvingeart som beskrevs av Malloch 1922. Clusiodes johnsoni ingår i släktet Clusiodes och familjen träflugor. Inga underarter finns listade i Catalogue of Life.